# Редуты (Карловский район)

Редуты (укр. Редути) — село,
Верхнеланновский сельский совет,
Карловский район,
Полтавская область,
Украина.
Код КОАТУУ — 5321681002. Население по переписи 2001 года составляло 170 человек.

## Географическое положение
Село Редуты находится на берегу реки Ланная,
выше по течению на расстоянии в 0,5 км расположено село Верхняя Ланная,
ниже по течению на расстоянии в 1 км и на противоположном берегу — село Нижняя Ланная.